# Acroceras attenuatum
Acroceras attenuatum är en gräsart som beskrevs av Stephen Andrew Renvoize. Acroceras attenuatum ingår i släktet Acroceras och familjen gräs. Inga underarter finns listade i Catalogue of Life.